# Institut français Napoli

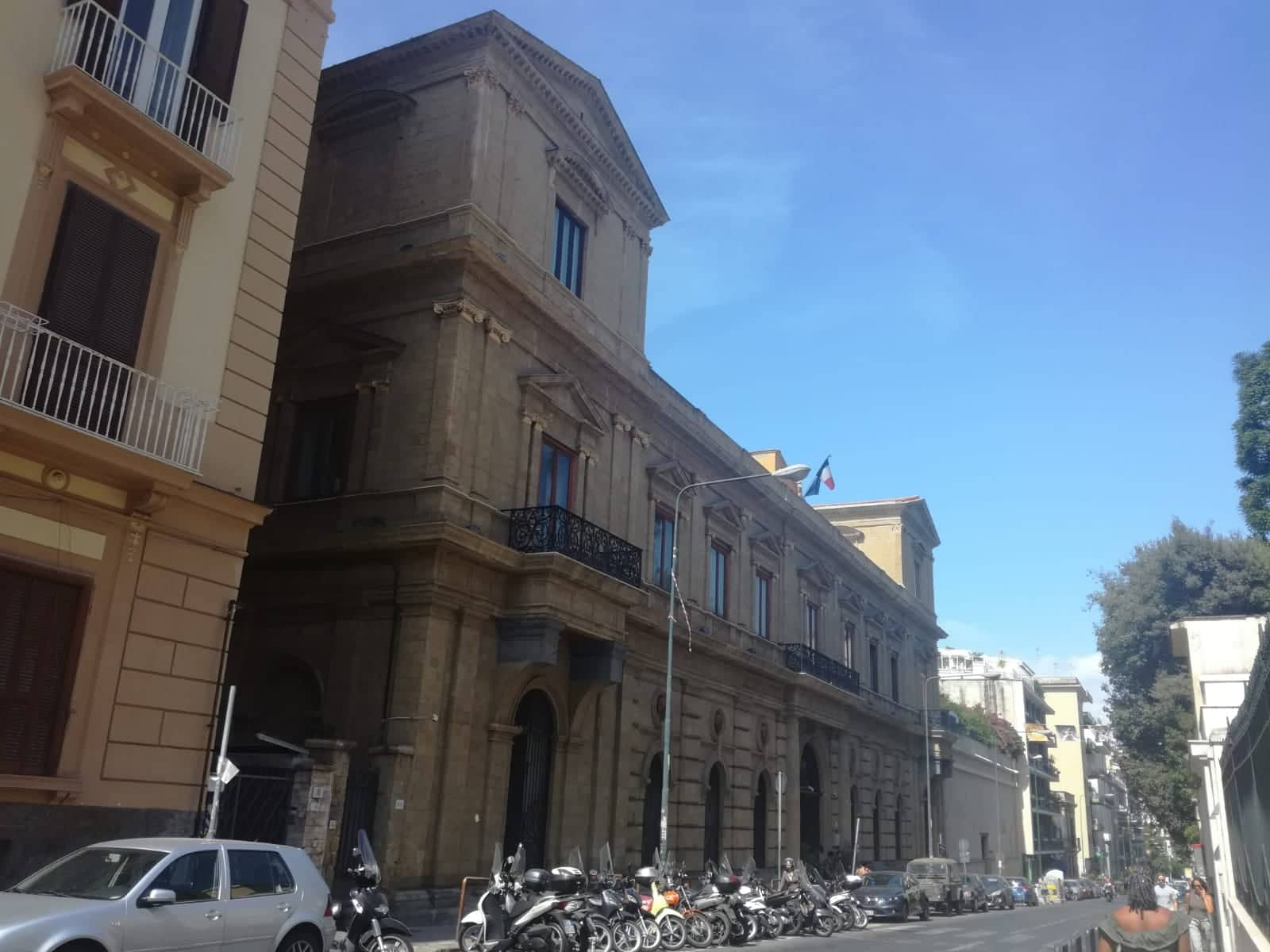
Palazzo dell'Istituto Grenoble in Napels

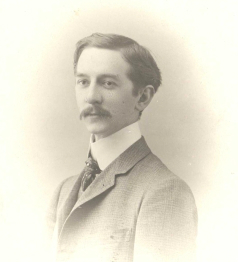
Julien Luchaire (1876-1962)

Het Institut français Napoli bevindt zich in de Italiaanse stad Napels, meer bepaald in de wijk Chiaia. Het is eigendom van het Frans ministerie van Buitenlandse Zaken. Het gebouw van het instituut draagt de naam Palazzo dell’Istituto Grenoble; de universiteit van Grenoble was immers de eigenaar bij de stichting in 1919.
Het doel van het Institut français is dubbel. Enerzijds verschaft het aan Italianen een opleiding in de Franse taal, wat samen gaat met een Franse culturele aanwezigheid (theater, tentoonstellingen) in Napels. De taalopleidingen van het Institut français zijn erkend door de Italiaanse regering. Anderzijds biedt het aan Franse onderzoekers en studenten in Zuid-Italië bureelruimte; de onderwerpen van onderzoek gaan van literatuur tot archeologie.

## Historiek
Professor Julien Luchaire van de universiteit van Grenoble, stichtte in 1919 het Institut français. Hij doceerde Italiaanse literatuur in Grenoble. Luchaire had reeds een instituut opgericht in Firenze (1907) en deed het na de Eerste Wereldoorlog nogmaals in Napels. Hij richtte zich op een Franse culturele aanwezigheid voor heel Zuid-Italië. Luchaire was ook verbonden met de Volkerenbond. Het Institut français was gehuisvest in het Palazzo Saluzzo di Corigliano (1919-1933) en sinds 1933 in het Palazzo dell’Istituto Grenoble. De stijl van het 19e-eeuws paleis is neorenaissance.
Tijdens de Tweede Wereldoorlog had generaal Jean de Lattre de Tassigny van de French Army B zijn hoofdkwartier in het instituut; hij bereidde er de invasie van de Provence voor (1944).
Sinds 2001 heeft het consulaat-generaal van Frankrijk in Napels zijn kantoor in het Institut français.
In 2004 opende het Instituut français een mediatheek.